# Wii Channels
Wii Channels är en inbyggd funktion i spelkonsolen Wii från Nintendo. Wii Channels är ett sätt att kategorisera och strukturera de funktioner som konsolen kan hantera. I dagsläget finns nio olika funktioner planerade. Kanalerna går att flytta runt i menyerna med undantag för Disc Channel som har en fast position överst till vänster.

## Förinstallerade kanaler
Funktionerna är följande:

### Disc Channel
Disc Channel finns för att låta användaren spela det Wii- eller Gamecube-spel som för närvarande finns i konsolen.

### Mii Channel
Mii Channel ger möjligheten skapa avatarer kallade Miis av sig själv, sin familj eller vem man vill. Sedan kan man ladda ner dem till sin Wii-remote och ta den till en kompis. Denna funktion har funnit under utveckling hos Nintendo en längre tid men var från början tänkt för att användas tillsammans med Nintendo DS .

### Photo Channel
Photo Channel är en funktion med vars hjälp användaren kan titta/visa och i viss mån även redigera digitala bilder. Bilderna kan överföras till/från en Wii med hjälp av ett minneskort av typen Secure Digital. Bilderna kan skickas mellan användare via internet. OBS! Bilderna bör vara JPEG-bilder som komprimerats med alternativet Baseline och inget annat för att de ska kunna hanteras. Denna kanal kan även visa video lagrat i en digital fil av typen .mov eller .avi som är kodade med alternativet motion jpeg.

### Message Board
Message Board kunde beskrivas som en virtuell anslagstavla, där man kunde lämna meddelanden till andra som använde Wii. Även vissa spel använde denna funktion, till exempel Animal Crossing (ej utannonserat till Wii) uppdaterade spelaren genom Message Board.

### Virtual Console
Spel som laddades hem via Wii Shop Channel hamnade i en egen kanal som sedan kunde köras via den inbyggda funktionen Virtual Console. Nedladdade spel hamnade vanligtvis i en egen kanal men kunde även organiseras om i en enda kanal.

### Wii Shop Channel
Wii Shop Channel var praktiskt taget där allt laddades ner; webbläsare, Virtual Console-spel, nya kanaler, Wii Points och uppdateringar till spel. De nya spelen kopplades till Virtual Console eller Wii Software och inkluderade även spel till NES, SNES, Nintendo 64, Sega Mega Drive och Turbografx-16.
Den 29 september 2017 rapporterade Nintendo att de hade planer att lägga ner Wii Shop Channel. Möjligheten att köpa Wii Points upphörde den 26 mars 2018, och den 30 januari 2019 lades Wii Shop Channel ner.

### Nintendo Channel
Nintendo Channel gjorde att användare kunde se på videor med intervjuer, trailrar, reklamer och även ladda ned demospel till Nintendo DS. Kanalen tillhandahöll spelinformationssidor samt att användare kunde betygsätta spel. Det fanns även statistik för användning av olika spel, med antalet som registrerade det och hur länge de spelade det totalt.
Den 27 juni 2013 lades tjänsten ner och var en av de 5 tjänsterna att göra det.

## Nerladdningsbara kanaler

### Internet Channel
Internet Channel - här är det tänkt att användaren ska kunna surfa på internet med hjälp av en webbläsare som måste laddas ner för att funktionen ska fungera. Webbläsaren som bygger på en variant av Opera finns att ladda ner gratis från och med de 22 december 2006 fram till juni 2007. Den första versionen av denna webbläsare var inte fullständig, utan var en demoversion. En uppdaterad version av webbläsaren släpptes den 11 april 2007, och var gratis till den 30 juni 2007, då började den kosta 500 Wii Points, men den 1 september 2009 blev den gratis igen.

### News Channel
News Channel innehöll aktuella nyheter, levererade direkt till användarens Wii. Tjänsten var aktiv från den 27 januari 2007 till den 27 juni 2013, då tjänsten lades ner och var en av de fem tjänsterna att göra det.

### Forecast Channel
Forecast Channel visade det aktuella vädret där användaren bor. Det finns också femdygnsprognoser. Tjänsten var aktiv från den 20 december 2006 till den 27 juni 2013, då tjänsten lades ner och var en av de fem tjänsterna att göra det.

### Everybody Votes Channel
Everybody Votes Channel var tillgänglig från den 13 februari 2007 till den 27 juni 2013. Tjänsten gör det möjligt för Nintendo att genomföra enkla opinionsundersökningar, resultatet delges sedan de röstande.
Användare av tjänsten kan själva lämna in förslag till kommande röstningar.
Den 27 juni 2013 lades tjänsten ner och var en av de fem tjänsterna att göra det. Till skillnad från de andra tjänsterna som lades ner fungerar tjänsten fortfarande, men uppdateras inte längre.

### Upphörande
Den 12 april 2013 rapporterades det att News Channel, Forecast Channel, Check Mii Out Channel, Everybody Votes Channel och Nintendo Channel (tillsammans med Digicam Print Channel) skulle läggas ner den 27 juni 2013, då Nintendo skulle lägga ner WiiConnect24 vilket dessa tjänster behövde.